# باول جيرتسن
باول جيرتسن (بالإنجليزية: Paul Gerritsen)‏ هو مجدف نيوزيلندي، ولد في 8 ديسمبر 1984 في كامبريدج في نيوزيلندا.

## وصلات خارجية
- باول جيرتسن على موقع الاتحاد الدولي للتجديف (الإنجليزية)